# Lycodapus parviceps
Lycodapus parviceps är en fiskart som beskrevs av Gilbert, 1896. Lycodapus parviceps ingår i släktet Lycodapus och familjen tånglakefiskar. Inga underarter finns listade i Catalogue of Life.